# Dolichopus wheeleri
Dolichopus wheeleri är en tvåvingeart som först beskrevs av Axel Leonard Melander och Charles Thomas Brues 1900.  Dolichopus wheeleri ingår i släktet Dolichopus och familjen styltflugor. Inga underarter finns listade i Catalogue of Life.